# تپه قلات دره سور
تپه قلات دره سور مربوط به سدهٔ ۶ تا ۸ ه.ق است و در شهرستان اشنویه، بخش مرکزی، دهستان اشنویه شمالی، روستای گندویلا واقع شده و این اثر در تاریخ ۲۸ شهریور ۱۳۸۶ با شمارهٔ ثبت ۱۹۶۱۲ به‌عنوان یکی از آثار ملی ایران به ثبت رسیده است.